# Шмерикон
Шмерикон (нем. Schmerikon) — коммуна в Швейцарии, в кантоне Санкт-Галлен. 
Входит в состав округа Зее-Гастер. Население составляет 3336 человек (на 31 декабря 2006 года). Официальный код — 3338.